# Henniez (Vaud)
Pour les articles homonymes, voir Henniez.
Henniez est une commune suisse du canton de Vaud, située dans le district de la Broye-Vully. Connue dès l'époque romaine pour ses sources d'eau minérale, elle fait partie du district de Payerne entre 1803 et 2007. La commune est peuplée de 412 habitants en 2022. Son territoire, d'une surface de 260 hectares, se situe dans la vallée de la Broye.

## Histoire
La première source souterraine découverte dans la forêt d'Henniez s'appelait « Bonne Fontaine » et a vraisemblablement été découverte par les Celtes. Lors de l'expansion de leur Empire, les Romains, conscients des bienfaits de l'eau sur la santé, recherchèrent des sources et celle fournissant l'eau minérale d'Henniez fut découverte par eux en -50. Elle doit son nom au citoyen romain Ennius qui, au début du premier millénaire y possédait un domaine. Henniez dépend de la châtellenie de Lucens au Moyen Âge. Dès 1536, le village est sujet de Berne. Il fait partie du district de Moudon de 1798 à 1803, du district de Payerne de 1803 à 2007 et du district de la Broye-Vully depuis 2008. Il y a une tuilerie en 1510, un moulin en 1594 et une école en 1671. Les premiers bains datent de 1688. Ils sont désaffectés dans les années 1930. La première usine d'embouteillage est construite en 1905. La seule société d'exploitation des sources subsistant après 1978 est rachetée à la famille Rouge par Nestlé en 2007.

### Héraldique
| Armes d'Henniez | Les armes de la commune d'Henniez se blasonnent ainsi : Parti d'argent et de gueules, à deux manoques de tabac de l'un en l'autre. |

### Toponymie
Le nom du village s'est écrit différemment, principalement car l'orthographe des localités vaudoises n'était pas encore bien établi. Quelques attestations :
- Ingniez en 1794 [7]
- Engny en 1798 [8]
- Heigniez en 1823 [9]

## Géographie
Jusqu'à sa dissolution, la commune faisait partie du district de Payerne. Depuis le 1er janvier 2008, elle fait partie du nouveau district de la Broye-Vully. Elle a des frontières communes avec Valbroye et Villarzel dans le canton de Vaud, ainsi qu'avec Surpierre dans le canton de Fribourg.
Le territoire communal se trouve sur le plateau suisse, dans la vallée de la Broye. La frontière ouest de la commune est marquée par le canal de la Broye et sa vallée d'environ 1 kilomètre de largeur avant de monter progressivement jusqu'au village d'Henniez le long du cours du ruisseau de la Trémeule. Au-dessus du village, non loin du puits d'où provenaient l'eau de la source minérale, se trouve le point culminant de la commune avec 610 mètres d'altitude près des Anciens Bains d'Henniez. Le ruisseau du Vauban marque la frontière nord de la commune.
En plus du village d'Henniez, la commune compte plusieurs exploitations agricoles dispersées.

## Population

### Surnom
Les habitants de la commune sont surnommés lè Godzou (les goges ou faisceaux de paille en patois vaudois),.

### Démographie
Henniez compte 412 habitants en 2022. Sa densité de population atteint 158 hab./km2.
En 2000, la population d'Henniez est composée de 110 hommes (47,8 %) et 120 femmes (52,2 %). La langue la plus parlée est le français, avec 228 personnes (94,6 %). La deuxième langue est l'allemand (9 ou 3,7 %). Il y a 225 Suisses (93,4 %) et 16 personnes étrangères (6,6 %). Sur le plan religieux, la communauté protestante est la plus importante avec 150 personnes (62,2 %), suivie des catholiques (67 ou 27,8 %). 20 personnes (8,3 %) n'ont aucune appartenance religieuse.
La population d'Henniez est de 298 habitants en 1850. Elle baisse à 245 habitants en 1941, puis augmente à 296 habitants en 1950. Elle baisse légèrement depuis jusqu'à 230 habitants en 2000. Le graphique suivant résume l'évolution de la population d'Henniez entre 1850 et 2010 :

## Politique
Lors des élections fédérales suisses de 2011, la commune a voté à 36,98 % pour l'Union démocratique du centre. Les deux partis suivants furent le Parti socialiste suisse avec 20,11 % des suffrages et le Parti libéral-radical avec 15,05 %.	
Lors des élections cantonales au Grand Conseil de mars 2011, les habitants de la commune ont voté pour le Parti libéral-radical à 33,25 %, l'Union démocratique du centre à 25,13 %, le Parti socialiste à 24,61 %, les Verts à 9,42 %, le Parti bourgeois démocratique et les Vert'libéraux à 7,33 % et Vaud Libre à 0,26 %.
Sur le plan communal, Henniez (Vaud) est dirigée par une municipalité formée de 5 membres et présidée par un syndic pour l'exécutif et un Conseil général dirigé par un président et secondé par un secrétaire pour le législatif.
Le syndic actuel de la commune est Yannick Escher, élu tacitement le 24 novembre 2013 par 65 voix sur 84 bulletins valables.
Le 7 mars 2021, Yannick Escher est réélu syndic avec 77,17 % des suffrages.

## Économie

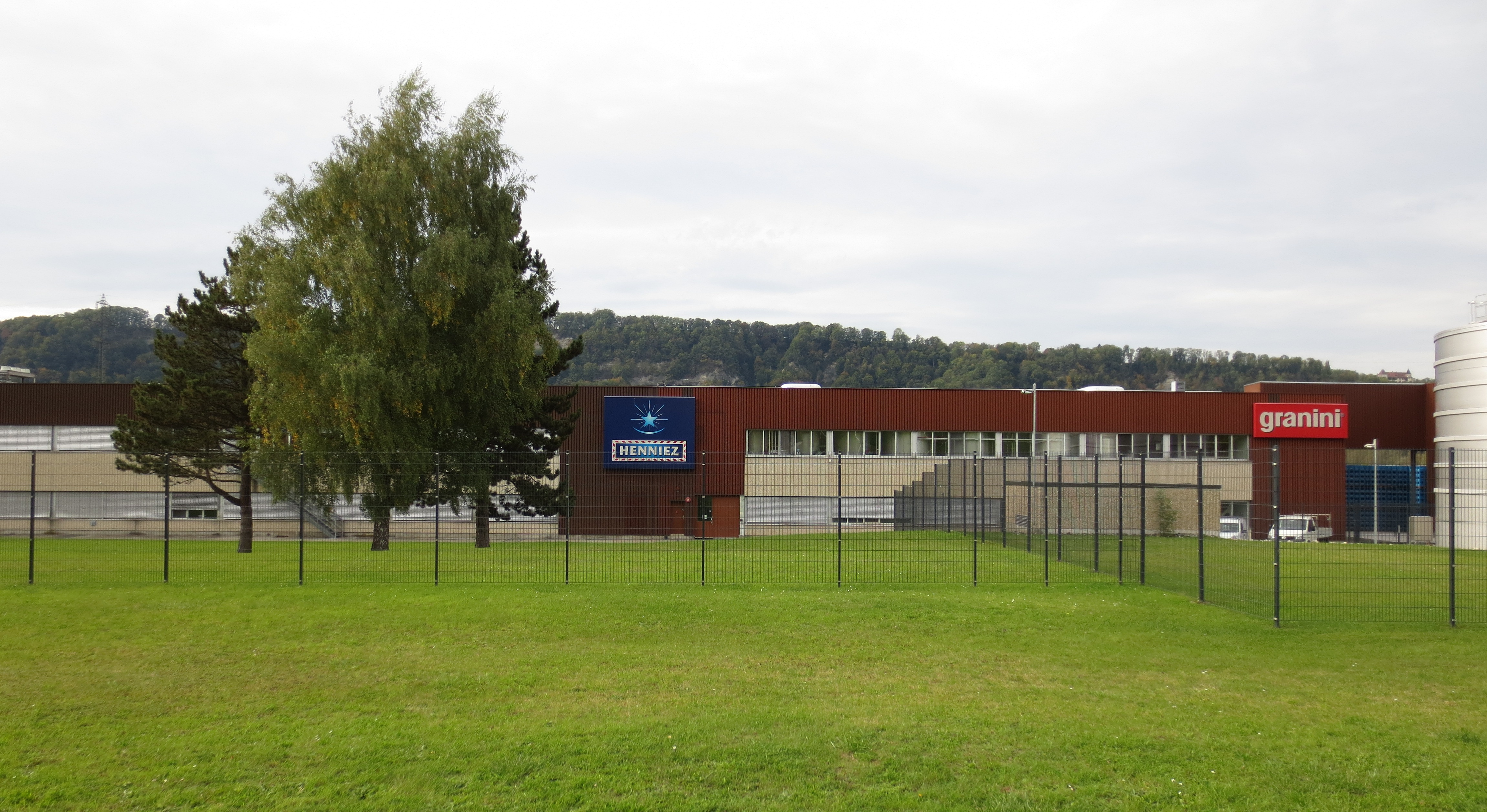
L'usine de mise en bouteille de l'eau Henniez.

Pendant longtemps, l'économie locale a été tournée vers l'agriculture, l'arboriculture fruitière et l'élevage qui ne représentent cependant plus qu'une part mineure de l'emploi local de nos jours.
L'eau minérale du village est connue depuis la Rome antique ; elle a été utilisée pendant la période bernoise, puis à partir de 1880 lorsqu'un premier complexe balnéaire a été construit. La période allant de la fin du XIXe siècle au début du XXe siècle représente l'âge d'or des bains d'Henniez qui sont alors connus dans toute la Suisse avant de décliner progressivement. Dès 1905, c'est la commercialisation de l'eau en bouteille qui a pris le relais avec la création de l'entreprise Henniez qui sera rachetée par Nestlé en 2007.
La commune compte également une usine de fabrication et conditionnement de jus de fruits Eckes Granini.

## Transports
Henniez se trouve sur le parcours de la route principale 1 (Route de Berne), qui relie la commune à Lausanne et Payerne. Au niveau des transports en commun, Henniez fait partie de la communauté tarifaire vaudoise Mobilis. La commune possède une gare des Chemins de fer fédéraux sur la ligne qui relie Lausanne à Payerne par Palézieux faisant partie du Réseau express régional vaudois et de la Ligne de la Broye. Le village est aussi desservi par les bus sur appel Publicar, qui sont un service de CarPostal.

## Sources
- (de) Cet article est partiellement ou en totalité issu de l’article de Wikipédia en allemand intitulé « Henniez VD » (voir la liste des auteurs).